# Ahmed Laraki
Ahmed Moulay Laraki (arabiska: أحمد العراقي), född 15 oktober 1931 i Casablanca, Marocko, död 2 november 2020 i samma stad, var en marockansk politiker som var Marockos premiärminister mellan den 6 oktober 1969 och 6 augusti 1971.
Larki var Marockos utrikesminister från 1967 till 1969 och från 1974 till 1977.

## Biografi
Ahmed Laraki studerade medicin i Paris 1957 och flyttade sedan till Casablanca där han sedan praktiserade. 1958 började han med politik.